# Ronde van Frankrijk 2011/Derde etappe
De derde etappe van de Ronde van Frankrijk 2011 werd verreden op maandag 4 juli over een afstand van 198 kilometer tussen Olonne-sur-Mer en Redon.

## Verloop
Deze etappe was er een voor de rassprinters. Maxime Bouet, Mickaël Delage, Jose Ivan Gutierrez, Ruben Perez Moreno en Niki Terpstra muisden er meteen vandoor en kregen een maximale voorsprong van acht minuten. Na de supertussenspurt begon het peloton aan de achtervolging. Aan de Pont de Saint-Nazaire raakten Ivan Basso en Sylvain Chavanel achterop, Basso kon echter snel weer aansluiten. Tijdens de eindsprint werd Tyler Farrar perfect gegangmaakt door Thor Hushovd en reed de Amerikaan als eerste over de streep. Als zegegebaar maakte hij een W met zijn handen als gebaar voor de in de Giro d'Italia overleden Wouter Weylandt. Hij werd zo de eerste Amerikaan die een etappe won in de Ronde van Frankrijk op 4 juli, de Amerikaanse nationale feestdag.

### Tussensprint
| Tussensprint Saint-Hilaire-de-Chaléons na 104 km |                     |        |
| Plaats                                           | Naam                | Punten |
| Winnaar                                          | Mickaël Delage      | 20     |
| 2                                                | José Iván Gutiérrez | 17     |
| 3                                                | Niki Terpstra       | 15     |

### Bergsprint
| Beklimming Côte du Pont de Saint-Nazaire na 143 km | Beklimming Côte du Pont de Saint-Nazaire na 143 km | Beklimming Côte du Pont de Saint-Nazaire na 143 km | 4e cat. 1,1 km à 4,9 % | 4e cat. 1,1 km à 4,9 % |
| Plaats                                             | Naam                                               | Naam                                               | Punten                 |                        |
| Winnaar                                            | Mickaël Delage                                     | Mickaël Delage                                     | 1                      |                        |

## Uitslagen
| Rituitslag |                    |                     |          |
| Plaats     | Naam               | Ploeg               | Tijd     |
| Winnaar    | Tyler Farrar       | Team Garmin-Cervélo | 4u40'21" |
| 2          | Romain Feillu      | Vacansoleil-DCM     | z.t.     |
| 3          | José Joaquín Rojas | Team Movistar       | z.t.     |
| 4          | Sébastien Hinault  | AG2R-La Mondiale    | z.t.     |
| 5          | Mark Cavendish     | Team HTC-High Road  | z.t.     |
| 6          | Thor Hushovd       | Team Garmin-Cervélo | z.t.     |
| 7          | Julian Dean        | Team Garmin-Cervélo | z.t.     |
| 8          | Borut Božič        | Vacansoleil-DCM     | z.t.     |
| 9          | André Greipel      | Omega Pharma-Lotto  | z.t.     |
| 10         | Jimmy Engoulvent   | Saur-Sojasun        | z.t.     |
|            |                    |                     |          |
| 14         | Gianni Meersman    | Française des Jeux  | z.t.     |
| 19         | Rob Ruijgh         | Vacansoleil-DCM     | z.t.     |

| Strijdlustigste renner |                |                    |
|                        | Naam           | Ploeg              |
|                        | Mickaël Delage | Française des Jeux |

## Klassementen
| Algemeen Klassement |                      |                     |          |
| Plaats              | Naam                 | Ploeg               | Tijd     |
| Gele trui           | Thor Hushovd         | Team Garmin-Cervélo | 9u46'46  |
| 2                   | David Millar         | Team Garmin-Cervélo | z.t.     |
| 3                   | Cadel Evans          | BMC Racing Team     | + 00'01" |
| 4                   | Geraint Thomas       | Sky ProCycling      | + 00'04" |
| 5                   | Linus Gerdemann      | Team Leopard-Trek   | z.t.     |
| 6                   | Edvald Boasson Hagen | Sky ProCycling      | z.t.     |
| 7                   | Fränk Schleck        | Team Leopard-Trek   | z.t.     |
| 8                   | Andy Schleck         | Team Leopard-Trek   | z.t.     |
| 9                   | Jakob Fuglsang       | Team Leopard-Trek   | z.t.     |
| 10                  | Bradley Wiggins      | Sky ProCycling      | z.t.     |
|                     |                      |                     |          |
| 24                  | Robert Gesink        | Rabobank            | + 00'12" |
| 29                  | Philippe Gilbert     | Omega Pharma-Lotto  | + 00'33  |

| Ploegenklassement |                     |           |
| Plaats            | Ploeg               | Tijd      |
|                   | Team Garmin-Cervélo | 14u29'39" |
| 2                 | BMC Racing Team     | + 00'01"  |
| 3                 | Team Leopard-Trek   | + 00'04"  |
| 4                 | Sky ProCycling      | z.t.      |
| 5                 | Team HTC-High Road  | + 00'05"  |
| 6                 | Team RadioShack     | + 00'10"  |
| 7                 | Pro Team Astana     | + 00'32"  |
| 8                 | Omega Pharma-Lotto  | + 00'33"  |
| 9                 | Team Europcar       | + 00'50"  |
| 10                | Quick Step          | + 00'56"  |

## Nevenklassementen
| Puntenklassement |                    |                     |        |
| Plaats           | Naam               | Ploeg               | Punten |
| Groene trui      | Jose Joaquin Rojas | Team Movistar       | 65     |
| 2                | Tyler Farrar       | Team Garmin-Cervélo | 58     |
| 3                | Philippe Gilbert   | Omega Pharma-Lotto  | 52     |
|                  |                    |                     |        |
| 19               | Lieuwe Westra      | Vacansoleil-DCM     | 17     |

| Bergklassement |                  |                    |        |
| Plaats         | Naam             | Ploeg              | Punten |
| Bolletjestrui  | Philippe Gilbert | Omega Pharma-Lotto | 1      |
| 2              | Mickaël Delage   | Française des Jeux | 1      |
| 3              |                  |                    |        |

| Jongerenklassement |                      |                    |          |
| Plaats             | Naam                 | Ploeg              | Tijd     |
| Witte trui         | Geraint Thomas       | Sky ProCycling     | 9u46'50" |
| 2                  | Edvald Boasson Hagen | Sky ProCycling     | z.t.     |
| 3                  | Tejay van Garderen   | Team HTC-High Road | + 00'01" |
|                    |                      |                    |          |
| 6                  | Robert Gesink        | Rabobank           | + 00'08" |
| 26                 | Thomas De Gendt      | Vacansoleil-DCM    | + 03'00" |

1e etappe ·
2e etappe ·
3e etappe ·
4e etappe ·
5e etappe ·
6e etappe ·
7e etappe ·
8e etappe ·
9e etappe ·
10e etappe ·
11e etappe ·
12e etappe ·
13e etappe ·
14e etappe ·
15e etappe ·
16e etappe ·
17e etappe ·
18e etappe ·
19e etappe ·
20e etappe ·
21e etappe
Startlijst · Eindstanden · Afbeeldingen